# Нявкун арфаканський
Нявкун арфаканський (Ailuroedus arfakianus) — вид горобцеподібних птахів родини наметникових (Ptilonorhynchidae). До 2016 року вважався підвидом нявкуна чорнощокого (Ailuroedus melanotis).

## Поширення
Вид поширений на заході Нової Гвінеї. Населяє гори Арфак, але також інші гори півострова Доберай (Тамрау, Факфак, Кумава, Вандаммен). Трапляється також на острові Місоол в архіпелазі Раджа-Ампат. Мешкає в передгірних та гірських тропічних лісах з домінуванням ділянок первинного або вторинного лісу.

## Опис
Птах завдовжки 29 см, вагою 140—205 г. Це птахи з масивною і пухкою зовнішністю, з маленькою та округлою головою, міцним конічним дзьобом, злегка зігнутим донизу, витягнутими і міцними ногами, довгими крилами і досить довгим, тонким і фігурним хвостом. Спина, крила і хвіст смарагдово-зелені (крила з криючими блакитного відтінку і махові пера з коричневим кінчиком). Груди та черево темно-коричнево-зелені з білими крапками. Голова темно-коричнева з білими вусами та навколоочним кільцем та чорними щоками. Дзьоб жовтувато-сірий, ноги блакитно-сірі, очі темно-червоні.

## Спосіб життя
Трапляється парами або невеликими сімейними групами. Територіальний вид, активно захищає свою територію від інших птахів свого виду. Поклик нагадує жалібне нявкання кота або крик немовляти. Живиться фруктами, ягодами, насінням, бруньками, квітами, а в період розмноження комахами, дрібними безхребетними та жабами.
Про репродуктивні звички немає даних, але вони, ймовірно, не відрізняються від нявкуна чорнощокого.

## Підвиди
- Ailuroedus arfakianus misoliensis Mayr & Meyer de Schauensee, 1939 — острів Мосоол;
- Ailuroedus arfakianus arfakianus Meyer, 1874 — Нова Гвінея.